# Fatma Zohra Zamoum
Fatma Zohra Zamoum, (Bordj Menaïel, 19 de enero de 1967) es una escritora, guionista, documentalista, directora y productora argelina residente en París. Es también profesora de historia del arte en la Universidad de Marne-la-Valée.

## Biografía
Fatma Zohra Zamoum proviene de una familia argelina de clase media conectada con una familia aristocrática provincial, desheredada por la colonización francesa. Fue enviada a un internado en la escuela secundaria El-Khansa en Tizi Ouzou en 1982. Su padre murió en 1984. Estudió en la escuela superior de Bellas Artes de Argel de 1985 a 1988 y posteriormente se fue a París para estudiar Historia del Arte y Cinematografía y Estudios Audiovisuales en la Sorbona, donde se graduó en 1995. Tras obtener una licenciatura en cine y una DEA en historia del arte dirigida por Gilbert Lascault, se embarcó en un doctorado en estética que abandonó para hacer cine.
Entre 1993 y 1998, organizó numerosas exposiciones y escribió textos sobre la obra de artistas plásticos argelinos como Le Vingtième siècle dans l'art algérien en 2003.
Dirigió varios cortometrajes experimentales antes de dedicarse a la ficción. Obtuvo el premio Hubert Balls Fund por el desarrollo de su primer guion Un peu de cœur dans la pierre, en el Festival de Cine Cartago de 2001.
En 2005 dirigió La Pelote de Laine, cortometraje premiado internacionalmente. En 2009, Zamoum dirigió su primer largometraje, Z'har, que muestra escenas de la violencia que vivió Argelia en la década de 1990.
También ha escrito novelas: A todos los que se fueron en 1999, un viaje iniciático en el contexto de Argelia en la década de 1990 y Comment j'ai fumé tous mes livres de 2006. En 2009 dirigió Z'har, un largometraje experimental y el documental Le Docker noir, Sembène Ousmane, sobre la vida y obra del autor y director africano.
En 2011, volvió a la ficción con un largometraje íntimo y narración tradicional titulado Kedach Ethabni o How Big Is Your Love.
En 2014 realizó un docudrama histórico con motivo de la 50 aniversario de la soberanía argelina titulado Azib Zamoum, una historia de la tierra.
En 2019 estrena Parkour, una película que da voz a los sectores más invisibles de la sociedad argelina actual. Todos tienen motivos para asistir a la boda de Kamila y Khaled.

## Filmografía
1993 – Et les flocons de neige
1995 – Photos de voyage
1996 – Leçon de choses
1996 – Le témoin, mémoire d’un cèdre (inachevé)
2004 – La maison de Roy Adzak
2004 – Un hommage en peinture.
2005 – Pelote de laine (La), CM
2009 – Z’har, LM
2009 – Sembène Ousmane, docker noir, LM Documentaire
2011 – Kedach ethabni (Combien tu m’aimes) LM
2014 – Azib Zamoum, une histoire de terres (Azib Zamoum, a story about land), LM Docu-Fiction
- Parkour (s) (2019) 81'
- Photos de voyages, corto, 1995;[1]
- Leçon de choses, corto, 1996;[1]
- La Maison de Roy Azdak, corto 2004;[1]
- La Pelote de laine, corto, 2005;[1]
- Z'har película expérimental, 2009;[13]
- Le Docker noir, Sembène Ousmane, documental 2009;
- Kedach Ethabni ou How Big Is Your Love, largometraje 2012;

## Publicaciones
- 1995 – Pascin
- À tous ceux qui partent, novela, 1999;[1]
- Le Vingtième Siècle dans la peinture algérienne, ouvrage, 2003;[1]
- Comment j'ai fumé tous mes livres, novela, 2006;[1]

2003 – Comment j’ai fumé tous mes livres
2003 – Le vingtième siècle dans la peinture algérienne
1999 – A tous ceux qui partent
1997 – L’épine
1995 – Les effets du voyage
25 artistes algériens

## Premios
- La Pelote de laine[14]
- Caballo de plata en el festival de Larissa (Grecia)
- Mención del jurado en Vues d'Afrique en Montreal (Canadá)
- Premio Júpiter en el Festival de Namur (Francia)
- Premio AGF en el Festival de Cine de Sarlat (Francia)
- Silver Tanit en Festival de cine de Cartago (Túnez)
- 2 premios especiales en Fespaco (Burkina Faso)
- Mención del jurado en el festival de Milán (Italia)
- Premio del Público en el Festival Francófono de Kalamazoo (Estados Unidos)
- Gran premio en el festival Plein Sud (Francia)
- Premio del público en el Festival de Cine Africando de Tarifa (España)
- Premio al Desarrollo en el Festival de Ismailia (Egipto)